# Albo von Passau
Albo (auch Albono; † nach 1177 in Freising) war von 1165 bis 1169 der 28. Bischof von Passau.

## Biografie
Bis zu seiner Ernennung zum Bischof war Albo Domherr in Passau und Propst in Moosburg.
In Bezug auf das seinerzeitige Papstschisma nach der Wahl Alexanders III. suchte er eine mittlere Stellung und empfing deswegen weder von Erzbischof Konrad von Salzburg noch vom Erzbischof von Mainz, Christian I. von Buch, die Bischofsweihe. 1169 musste er nach einem tiefgreifenden Zerwürfnis mit dem Domkapitel und der Bürgerschaft von Passau abdanken. Er wurde Kanoniker in Freising, wo er nach 1177 starb.